# Martin Irungu Mathathi
Martin Irungu Mathathi (* 25. Dezember 1985 in Nyahururu) ist ein kenianischer Langstreckenläufer.

## Leben
2005 wurde er bei den Weltmeisterschaften in Helsinki Fünfter über 10.000 Meter. Am 23. November dieses Jahres stellte er zusammen mit Josphat Muchiri Ndambiri, Daniel Muchunu Mwangi, Mekubo Mogusu, Onesmus Nyerre und John Kariuki in Chiba mit 1:57:06 h einen Weltrekord in der Marathon-Staffel auf. 2006 gewann er bei den Crosslauf-Weltmeisterschaften in Fukuoka die Bronzemedaille.
2007 startete er bei den Weltmeisterschaften in Ōsaka erneut über 10.000 Meter. Bei diesem Rennen zog Mathathi drei Runden vor dem Ziel das Tempo an, und nur Kenenisa Bekele und Sileshi Sihine konnten ihm folgen. Im Endspurt unterlag Mathathi dann aber den sprintstärkeren Äthiopiern und wurde Dritter in 27:12,17 min. Bei den Olympischen Spielen 2008 in Peking wurde er über dieselbe Distanz Siebter.
2010 gewann er den Parelloop und den Sendai-Halbmarathon. Einem zweiten Platz beim Sapporo-Halbmarathon folgte der Sieg bei der letzten Austragung des Nagoya-Halbmarathons.
2011 gewann er den Gifu-Halbmarathon und wurde über 10.000 Meter Fünfter bei den Weltmeisterschaften in Daegu. Im Herbst stellte er Streckenrekorde beim Great North Run und beim Great Edinburgh Run auf.
Martin Irungu Mathathi ist 1,65 m und wiegt 49 kg. Er startet für das Firmenteam von Suzuki.

## Persönliche Bestleistungen
- 1500 m: 3:38,57 min, 30. September 2006, Ōita
- 5000 m: 13:03,84 min, 26. September 2004, Niigata
- 10.000 m: 26:59,88 min, 3. Mai 2009, Fukuroi
- 10-km-Straßenlauf: 27:22 min, 28. März 2010, Brunssum
- Halbmarathon: 59:48 min, 9. Mai 2010, Sendai